# The Last Will (film 1914)
The Last Will è un cortometraggio muto del 1914 scritto e diretto da Ulysses Davis.

## Produzione
Il film fu prodotto dalla Vitagraph Company of America.

## Distribuzione
Distribuito dalla General Film Company, il film - un cortometraggio in due bobine - uscì nelle sale cinematografiche statunitensi il 2 giugno 1914.